# Фелікс Шварценберзький
Фелікс Людвіг Йоганн Фрідрих Шварценберзький (нім. Felix Ludwig Johann Friedrich Prinz zu Schwarzenberg; 2 жовтня 1800 — 5 квітня 1852) — австрійський князь, державний діяч, дипломат. Прем'єр-міністр і міністр закордонних справ Австрійської імперії в 1848–1852 рр. Племінник фельдмаршала Карла Шварценберга.

## Біографія
Фелікс Шварценберг походив з однієї з найвпливовіших родин німецько–чеської знаті. Був другим сином в сім'ї Йосифа фон Шванценберга (1769—1833) та Пауліни фон Аренберг (1774—1810). Його мати загинула під час пожежі під час балу з нагоди весілля Наполеона I з ерцгерцогинею Марією–Луїзою Австрійською. Одним із його братів був архієпископ Празький та Зальцбурзький Фрідріх цу Шварценберг.
Ніколи не був одружений, проте, мав кілька позашлюбних дітей, у тому числі дочку від леді Джейн Дігбі, зачату в період його роботи в Лондоні.
Після короткої військової кар'єри став дипломатом. За підтримки Клемента фон Меттерніха (німецького та австрійського дипломата) він обіймав найважливіші закордонні пости австрійської дипломатії в Санкт–Петербурзі, Лондоні, Парижі та Турині. Був австрійським послом у Неаполітанському королівстві. Після початку революції в Австрійській імперії у березні 1848 приєднався до армії фельдмаршала Радецького в Мілані, командував бригадою, відзначився у битвах при Куртатоні та Гоїто, потім переведений до Відня.
Після жовтневого повстання в столиці на сімейній раді правлячої династії Габсбургів було ухвалено рішення про відставку ліберального уряду Вессенберг-Ампрінґена та його заміну Шварценбергом. Одночасно вирішено питання зречення імператора Фердинанда I на користь його племінника ерцгерцога Франца Йосифа.
Пропрацювавши міністр-президентом трохи більше 3 років, Шварценберг зміг стабілізувати внутрішньополітичну ситуацію в країні, повернути Австрії роль великої європейської держави, закласти основи економічної та суспільної модернізації габсбурзької монархії. 21 листопада 1848 р. він сформував уряд, до якого увійшли такі ліберали як, Олександр фон Бах (міністр внутрішніх справ і міністр юстиції), Карл Людвіг фон Брук (міністр торгівлі), а також консерватори Франц Штадіон (міністр освіти) і пізніше Леопольд фон Тун унд Гогенштейн (міністр культури та освіти з 28 липня 1849).
Шварценберг був рішучим антиреволюціонером, але він був готовий дати шанс конституціоналізму. На відміну від свого попередника Меттерніха, він намагався не тільки запобігти революції, а й подолати її. Його антиреволюційна рішучість знайшла відображення також у його відповідальності за незаконний розстріл Роберта Блюма, депутата Франкфуртських національних зборів, тим самим він нейтралізував збори, які загрожували створенню єдиної німецької держави, що тим самим загрожувало владі Габсбургів в Австрії. Об'єднанню земель, населених німцями, було протиставлено «великонімецький проєкт», відповідно до якого Австрія мала б увійти до нового інтеграційного об'єднання цілком, разом із територіями, населеними іншими народами. Після того, як депутатів від Австрії було відкликано з Франкфурта, Національні збори втратили легітимність як представник усіх німецьких земель.
Зумів придушити Угорську революцію 1848—1849 р. завдяки діям (на прохання австрійського двору) експедиційного корпусу Івана Паскевича та австрійської армії.
Шварценберг зміцнив вплив Австрії на німецькі держави, особливо очевидним це стало після зустрічі австрійського імператора з Максиміліаном ІІ (королем Баварії) та Вільгельмом І (королем Вюртемберга) в Брегенці (1850). Він домігся відновлення Бундестагу Німецького Союзу та прийняття рішення на користь Австрії в кургессенському питанні. Шварценбергу не вдалося лише домогтися вступу всієї Австрії до Німецького союзу і Німецького митного союзу.
Для подолання революційних настроїв у країні уряд пішов шляхом серйозних реформ. Було полегшено податки, що накладалися на селян, організовано нову систему управління, реорганізовано суди. Разом з тим, під час роботи уряду Шварценберга було ліквідовано демократичні норми, запроваджені після початку революції, прийнята Октройована конституція (4 березня 1849), відповідно до якої Австрія стала унітарною централізованою державою.
Фелікс цу Шварценберг помер, перебуваючи на посаді від інсульту, прямо під час засідання Ради міністрів 5 квітня 1852 року.
Політика Шварценберга набула більше ворогів, ніж друзів. Він був занадто консервативним для лібералів і занадто ліберальним для консерваторів. Молодому імператору Францу Йосифу I невпевненому в собі, прем'єр-міністр здавався загрозою для правителя. Він вирішив позбутися влади уряду і скинути Шварценберга з посади прем'єр-міністра. Шварценберг був позбавлений цього приниження; загинув під час засідання Ради міністрів. Лише наприкінці свого правління імператор Франц Йосиф визнав, що Шварценберг був не тільки найуспішнішим, але й найважливішим політиком, який очолював уряд.

## Родина
Князь Шварценберг не був одруженим, але у нього було декілька романів, наприклад, у 1828 році, коли він був послом в Лондоні, з Джейн Дігбі. Фелікс покинув Дігбі після того як з нею розвівся Едвард Лоу і як вона завагітніла. Цей епізод призвів до того, що до нього в Лондоні застосували прізвисько «Принц Кадлендський». З цих відносин у них народилася донька — Матільда Селден (1829—1885), яку він визнав та довірив опікуватися своїй сестрі. Також у нього був син Антон Фрайгер фон Бішин (1814—1898).

## Нагороди
Австрійська імперія:
- Лицарський хрест Військового ордена Марії Терезії[4];

Прусське королівство:
- Орден Чорного орла (23 червня 1851)[5];
- Орден Червоного орла;

Данія:
- Орден Слона;

Сардинське королівство:
- Великий хрест Ордена Святих Маврикія та Лазаря;

Бразилія:
- Офіцер Ордена Південного Хреста;

Російська імперія:
- Орден Андрія Первозванного (1 квітня 1850)[6];
- Орден Святого Володимира 3-го ступеня;
- Орден Святого Олександра Невського (16 травня 1849);
- Орден Білого Орла (1 квітня 1850).